# دره برنج قلعه
دره برنج قلعه (به لاتین: Deh Berenj Qalʽeh) یک منطقهٔ مسکونی در افغانستان است که در ولایت بادغیس واقع شده‌است.